# 朗根森德尔巴赫
朗根森德尔巴赫是德国巴伐利亚州的一个市镇。总面积9.58平方公里，总人口2997人，其中男性1491人，女性1506人（2011年12月31日），人口密度313人/平方公里。